# Viry-Noureuil
Viry-Noureuil är en kommun i departementet Aisne i regionen Hauts-de-France i norra Frankrike. Kommunen ligger  i kantonen Chauny som ligger i arrondissementet Laon. År 2022 hade Viry-Noureuil 1 682 invånare.

## Befolkningsutveckling
Antalet invånare i kommunen Viry-Noureuil
Referens: INSEE